# شبابلك
شبابلك هي مجلة شبابية سورية مستقلة، تعنى بالشؤون الشبابية الثقافية والاجتماعية.
رُخّص لهابالقرار رقم 6160 الصادر عن رئيس مجلس الوزراء السوري ناجي العطري عام 2004، وكان إصدارها الأول في عام 2005.
تصدر المجلة شهرياً من دمشق، وبدأت بـ 64 صفحة فقط، لترتفع بعد سنتها الثالثة إلى ما يقارب 100 صفحة مع تغيير في سياستها التحريرية، وهي غالباً ما تكون من النوع الساخر-الهادف بآن واحد.

## هيئة التحرير
يرأس تحرير المجلة إياد شربجي، ويعمل معه كادر من الصحفيين الشباب المتوزعين ما بين دمشق ومكاتب المجلة ومراسليها في باقي المحافظات السورية. كما تستقطب المجلة عدداً من الأقلام الهامة في عالم الفكر والأدب والفن والاعلام.

## ملاحق وإضافات
يصدر عن مجلة شبابلك ملحقاً ثقافياً ذو أهمية في الوسط الثقافي، وهو غني بمحتواه النوعي، لكن عدد صفحاته انخفض بنسبة 30% في عام المجلة الثالث.
وتُصدر شبابلك كل عام دليلاً اسمه «دليل التعليم العالي»، توزّعه مجاناً للطلاب، وفيه تلخيص للجامعات والمعاهد السورية الخاصة والعامة.
كما أصدرت المجلة ملحقاً اسمه «شبابلك كوميك»، وهو عبارة عن رسوم كارتونية تتحدث عن قصص من واقع الشباب، لكن إصدار هذا الملحق توقف.

## دار النشر
حصلت مجموعة شبابلك على ترخيص دار للنشر عام 2008، وتبنّت مشروعاً اسمه «كتابي الأول» وذلك لطباعة الكتاب الأول لأي شاب سوري لا يستطيع تحمّل كلفة طباعة كتابه الأول على نفقته الخاصة.

## وصلات خارجية
موقع المجلة الإلكتروني